# Euthore fastigiata
Euthore fastigiata – gatunek ważki z rodziny Polythoridae. Występuje na terenie Ameryki Południowej.